# Désir, désir
 (mars 2020).
Si vous disposez d'ouvrages ou d'articles de référence ou si vous connaissez des sites web de qualité traitant du thème abordé ici, merci de compléter l'article en donnant les références utiles à sa vérifiabilité et en les liant à la section « Notes et références ».
Singles de Laurent Voulzy
Liebe
(1983) Les Nuits sans Kim Wilde / Belle-Île-en-Mer, Marie-Galante
(1985)
Désir, désir est une chanson de Laurent Voulzy en deux parties, écrite par Alain Souchon, composée par Voulzy et interprétée par ce dernier en duo avec Véronique Jannot, parue en 45 tours en 1984. À sa sortie, elle rencontre un véritable succès commercial et la première partie devient le tube de l'été 1984.

## Genèse et enregistrement
Avant l'écriture de la chanson, Laurent Voulzy et Véronique Jannot étaient en couple. 
Lors de l'enregistrement, la chanson est divisée en deux parties de presque 5 minutes chacune.

## Parution et réception
Les deux parties de la chanson Désir, désir paraissent en 1984 en single réparties sur les faces A et B, ainsi qu'en maxi 45 tours au même moment où, cette fois-ci, la face A contient les deux parties, tandis qu'en face B on trouve une nouvelle chanson intitulé J'étais comme ça. Cette dernière également signée Souchon/Voulzy a été enregistré toujours en le duo avec Véronique Jannot durant les sessions Désir, désir.
Le 45 tours rencontre un grand succès en France, car il atteint à la quatrième place des classements dans ce pays ainsi que la première place du classement radiophonique de Media Control France. Il se vend à 300 000 exemplaires. Au Québec, il arrive à la dix-septième place. La première partie est le tube de l'été 1984. Par la suite, les deux versions du 45 tours (single et maxi) ne sont plus réédités et deviennent collectors.
En 1985, les deux parties paraissent à nouveau en 45 tours, cette fois-ci en version anglaises.
Seule la première partie de Désir, désir est par la suite rééditée en apparaissant sur la compilation Belle-Île-en-Mer 1977-1988 en 1989, puis sur Saisons en 2003. Ces deux compilations sont par la suite réédités et disponibles en numérique.

## Titres
Maxi 45 tours
| 1.    | Désir, désir (part 1) | 4:59 |
| 2.    | Désir, désir (part 2) | 4:45 |
| 3.    | J'étais comme ça      | 7:30 |
| 17:14 |                       |      |

## Classements
| Classement (1984)             | Meilleure position |
| ----------------------------- | ------------------ |
| Europe (European Top 100)     | 51                 |
| France (IFOP)                 | 4                  |
| France (Radios)               | 1                  |
| Québec (Palmarès francophone) | 17                 |

| Classement (1984) | Position |
| ----------------- | -------- |
| France (SNEP)     | 46       |

## Liens
- Ressources relatives à la musique :   - Discogs
  - MusicBrainz (groupes de sorties)